# Kleingebiet Békés
Das Kleingebiet Békés (ungarisch Békési kistérség) war bis Ende 2012 eine ungarische Verwaltungseinheit (LAU 1) im Zentrum des Komitats Békés in der Südlichen Großen Tiefebene.  Im Zuge der Verwaltungsreform von 2013 wurde es aufgeteilt und sieben Gemeinden dem Kreis Békés sowie jeweils eine dem Kreis Békéscsaba und dem Kreis  Gyomaendrőd zugeordnet.
Das Kleingebiet hatte 41.854 Einwohner (Ende 2012) auf einer Fläche von 633,87 km² und umfasste neun Gemeinden.
Die Verwaltung des Kleingebietes befand sich in der Stadt Békés.

## Städte
- Békés (19.924 Ew.)
- Mezőberény (10.586 Ew.)

## Gemeinden
- Bélmegyer
- Csárdaszállás
- Doboz
- Kamut
- Köröstarcsa
- Murony
- Tarhos

Koordinaten: 46° 48′ N, 21° 7′ O